# Johan Stuart
Carl Johan Magnusson Stuart (* 31. März 1981 in Stockholm) ist ein schwedischer Politiker der Moderaten Sammlungspartei (Moderata samlingspartiet), der seit 2022 Staatssekretär im Amt des Ministerpräsidenten ist.

## Leben
Carl Johan Magnusson Stuart ist der Sohn des Politikers Magnus Stuart, der zwischen 2021 und 2022 kurzzeitig Mitglied des Reichstages war, und dessen Ehefrau Kerstin Stuart. Er selbst war zwischen 2005 und 2006 zunächst Marketing-Projektmanager bei dem international tätigen Finanzdienstleistungsinstitut Skandinaviska Enskilda Banken (SEB) und darauf von 2006 bis 2010 erst politischer Berater des Vize-Bürgermeisters von Stockholm sowie im Anschluss zwischen 2010 und 2014 politischer Berater der Regierung. Daraufhin war er von 2015 bis 2017 Leiter der Öffentlichkeitsarbeit von Praktikertjänst, ein schwedisches Unternehmen im Gesundheits- und Zahnpflegebereich, sowie im Anschluss zwischen 2017 und 2022 Stabschef der Moderaten Sammlungspartei (Moderata samlingspartiet) im Reichstag.
Seit Oktober 2022 ist Stuart 2022 Staatssekretär im Amt des Ministerpräsidenten Ulf Kristersson.